# Drasteria divergens
Drasteria divergens là một loài bướm đêm thuộc họ Erebidae. Nó được tìm thấy ở California tới Colorado, phía bắc đến British Columbia.
Sải cánh dài khoảng 44 mm. Con trưởng thành bay từ tháng 3 đến tháng 8 in California.